# Obélisque de la Concorde

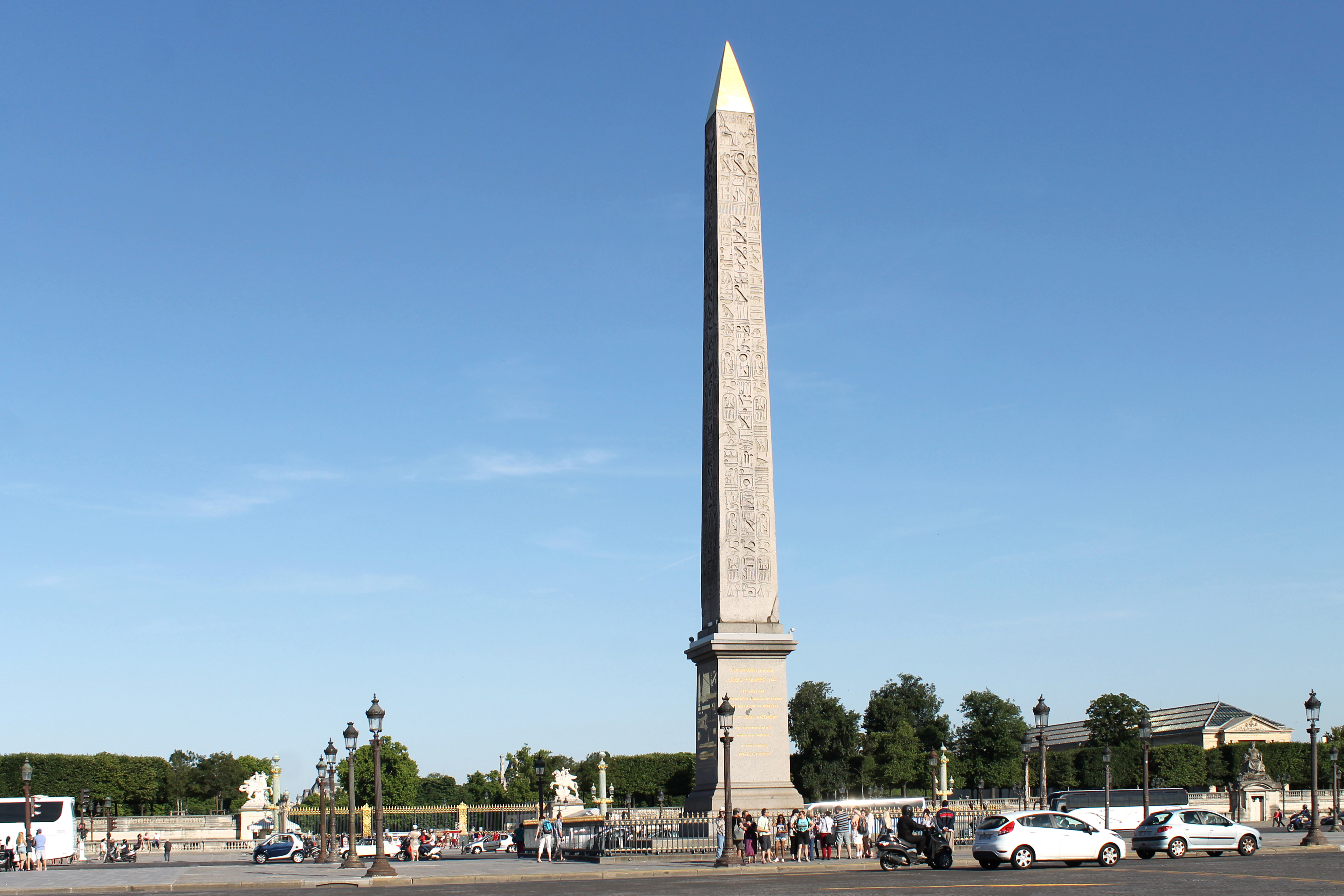
Cột Obélisque ớ giữa quảng trường Concorde

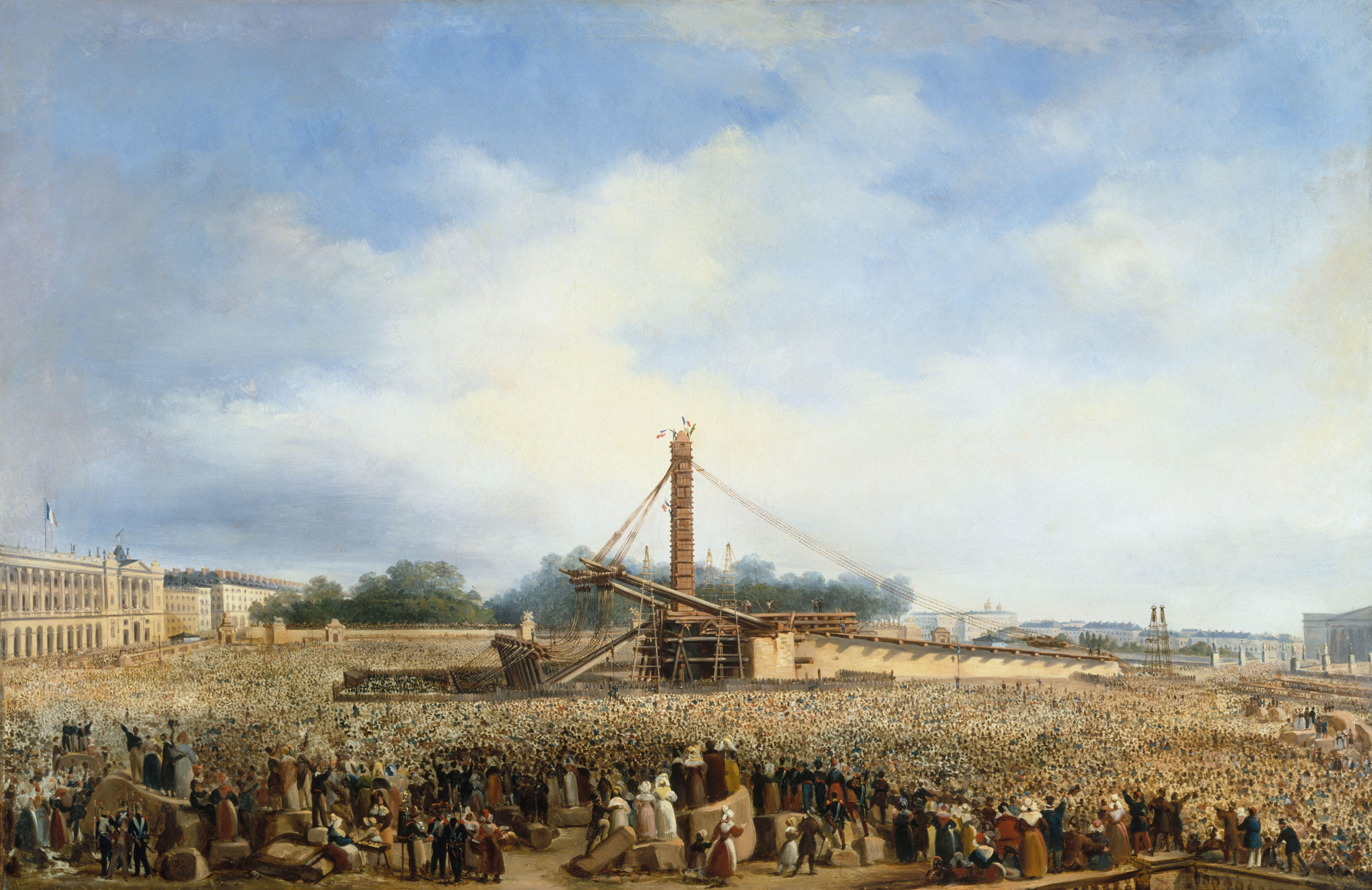
Dựng cột Obélisque ngày 25 tháng 10 năm 1836

Obélisque de la Concorde là một cây cột đá vốn ở trước cửa đền Louxor, Ai Cập, hiện nay nằm trên quảng trường Concorde, Quận 8 thành phố Paris. Đây là quà tặng của phó vương Ai Cập Mohammed Ali dành cho nước Pháp vào tháng 5 năm 1830. Tới 23 tháng 12 năm 1833, cây cột mới về tới Paris và dựng trên quảng trường vào ngày 25 tháng 10 năm 1836.
Nằm ở giữa quảng trường Concorde, là điểm giao của hai trục quy hoạch đô thị quan trọng: Axe historique từ bảo tàng Louvre đến quảng trường và thẳng tiếp tới Khải Hoàn Môn, Grande Arche; trục thứ hai nối nhà thờ Madeleine với quảng trường, thẳng cầu Concorde sang Palais Bourbon bên kia sông Seine.
Cây cột có chiều cao 23 mét, nặng 227 tấn, có tuổi đời hơn 3000 năm. Phần thân được trang trí bằng chữ tượng hình Ai Cập tán dương triều đại vua Ramses II. Phần chóp hình kim tự tháp bị lấy mất, được cho là từ thế kỷ VI trước công nguyên, được nhà nước Pháp thay bằng phiên bản dát vàng cao 3,5 mét,

## Hành trình từ Ai Cập tới Paris
Cột Obélisque quảng trường Concorde là một trong hai cây cột trước cửa đền Louxor. Tháng 5 năm 1830, phó vương Mohammed Ali quyết định tặng cả hai cây cột cho Charles X, vua nước Pháp khi đó. Chỉ có một cây cột được đưa về Paris và người nhận cuối cùng là Louis-Philippe I, vị vua thay thế Charles X sau cuộc Cách mạng tháng Bảy năm 1830.
Dành cho mục đích chuyển món quà tặng 227 tấn, các kỹ sư người Pháp phải đóng một con tàu để qua biển Địa Trung Hải, sông Nil và sông Seine. Tàu dài 43 mét, nhưng chiều cao phải dưới 9 mét để có thể đi qua dưới các cây cầu của Paris. Được đóng ở xưởng Toulon, con tàu mang tên Louxor xuất phát ngày 15 tháng 4 năm 1831 với 136 người, khoang tàu trang bị đủ dụng cụ cần thiết: ván, xà, ròng rọc, dây thừng...
Tàu Louxor qua Địa Trung Hải mà không gặp trở ngại nào, tới Alexandria ngày 5 tháng 5 năm 1831. Sau đó con tàu phải dừng lại ở Rosetta để chờ hết trận lụt sông Nil. Sau vài tuần, tàu Louxor ngược sông tới Louxor ngày 16 tháng 8 năm 1831. Đầu tiên, các công nhân phải tạo một con đường dài 400 mét nối đền Louxor tới bờ sông Nil. Đã có khoảng 30 ngôi nhà bị phá bỏ để thực hiện con đường này. Cột đá sau đó được bọc bởi các ván gỗ để bảo vệ các hoa văn. Với ba dây kéo, mỗi dây gồm 64 người, cùng nhiều thừng, cột đá được hạ cho nằm xuống. Phải mất một tháng rưỡi, cây cột mới vượt qua đoạn đường 400 mét và đưa lên thuyền.
Trên đường quay về, một lần nữa tàu Louxor phải dừng lại ở Rosetta vì nước sông Nil xuống quá thấp rồi tới Alexandria 2 tháng 1 năm 1833. Tại đây, tàu được sửa chữa lại và thủy thủ đoàn quyết định đợi đến mùa xuân để tránh thời tiết nguy hiểm. Kết thúc mùa đông cũng là khi Louxor được sửa chữa xong. Tàu tiếp tục hành trình vào 1 tháng 4 năm 1833 sau khi trải qua tổng cộng 23 tháng trên đất Ai Cập. Được tàu Sphinx (một trong những tàu hơi nước đầu tiên của Pháp) kéo, Louxor về tới Toulon 10 tháng 5 năm 1833 rồi tiếp đó tới Cherbourg ngày 12 tháng 8. Ngày 23 tháng 12 năm 1833, sau 12 ngàn km, trong vòng 2 năm rưỡi, Louxor về tới Paris.
Phải tới 3 năm sau cây cột mới được dựng ở giữa quảng trường. Bệ cũ của cột được tạc tượng 16 khỉ đầu chó với hình ảnh lộ liễu được thay thế, đưa vào bảo tàng Louvre, thay thế bằng bằng một khối điêu khắc đá mới. Ngày 25 tháng 10 năm 1836, với sự có mặt của Louis-Philippe I cùng hơn 200 ngàn người, cây cột được dựng giữa quảng trường Concorde. Tổng cộng, phải tốn mất 5 năm rưỡi và hơn một triệu franc để cột từ đền Louxor được dựng giữa quảng trường Concorde.
Ngày 22 tháng 1 năm 1937, cây cột được công nhận công trình lịch sử. Dưới thời Tổng thống François Mitterrand, nước Pháp trả cây cột còn lại cho Ai Cập, mặc dù nó chưa bao giờ được dịch chuyển. Thời Jacques Chirac, phần mũ cột 3,5 mét được mạ vàng. Nằm giữa quảng trường Concorde, vị trí cây cột là một địa điểm nổi tiếng và thu hút khách du lịch của thành phố. Đây cũng là điểm các Tổng thống Pháp đứng đón đoàn duyệt binh ngày quốc khánh từ Khải Hoàn Môn qua đại lộ Champs-Élysées vào trung tâm thành phố.